# Gennadiusz (Gogolew)
Gennadiusz, imię świeckie Michaił Gogolew (ur. 10 marca 1967 w Leningradzie) – rosyjski biskup prawosławny.

## Życiorys
Ukończył studia w moskiewskim Instytucie kryptografii, łączności i informatyki. Rok później wstąpił do leningradzkiego seminarium duchownego, które ukończył z wyróżniającymi wynikami w 1990. W 1994 uzyskał również dyplom Petersburskiej Akademii Duchownej. 21 września 1990 przyjął święcenia diakońskie z rąk metropolity petersburskiego i ładoskiego Jana. 18 listopada tego samego roku arcybiskup smoleński i kaliningradzki Cyryl wyświęcił na go na kapłana. Do 1994 pracował kolejno w soborze Przemienienia Pańskiego w Petersburgu i w soborze św. Michała Archanioła w Łomonosowie. W 1994, na zaproszenie arcybiskupa kostromskiego i galickiego Aleksandra (Mogilowa) przeszedł do eparchii kostromskiej i galickiej i uczestniczył w ponownej organizacji zamkniętych w okresie radzieckim szkół teologicznych w Kostromie (od 1996 był rektorem seminarium w tym mieście, wykładając historię Rosyjskiego Kościoła Prawosławnego i innych Kościołów lokalnych oraz teologię pastoralną). 1 stycznia 1995 złożył przed arcybiskupem Aleksandrem wieczyste śluby zakonne, przyjmując imię Gennadiusz. Od 1995 do 2010 był proboszczem parafii św. Aleksego w Kostromie oraz przewodniczącym eparchialnej komisji ds. kanonizacji. W 1996 został igumenem, zaś w 1998 archimandrytą.
Od kwietnia 2010 jest duchownym eparchii astańskiej i ałmackiej, proboszczem parafii przy soborze w Ałmaty, od lipca także rektorem seminarium duchownego w Ałmaty. 10 października 2010 miała miejsce jego chirotonia na biskupa kaskeleńskiego, wikariusza eparchii astańskiej, zgodnie z otrzymaną 31 maja 2010 nominacją.